# 長野県道228号市田停車場線
長野県道228号市田停車場線（ながのけんどう228ごう いちだていしゃじょうせん）は、長野県下伊那郡高森町の飯田線市田駅と豊丘村の長野県道18号伊那生田飯田線交点を結ぶ一般県道。

## 概要

### 路線データ
- 起点：飯田線市田駅
- 終点：下伊那郡豊丘村大字神稲（田村交差点、長野県道18号伊那生田飯田線・長野県道455号長沢田村線交点）

## 交差する道路
- 長野県道227号市田停車場上市田線
- 長野県道18号伊那生田飯田線
- 長野県道455号長沢田村線